# Pterostichus congestus
Pterostichus congestus är en skalbaggsart som beskrevs av Ménétriés. Pterostichus congestus ingår i släktet Pterostichus och familjen jordlöpare. Inga underarter finns listade i Catalogue of Life.